# Pirates@Home
Pirates@Home是一个基于BOINC平台并用于测试BOINC平台上其他项目的分布式计算项目。Pirates@Home的目标是为Einstein@Home项目积累经验、开发软件（包括一个漂亮的屏幕保护程序）。但该项目现阶段并不会为Einstein@Home或任何其他科研项目提供实质性的计算。

## 项目状态
Pirates@home现已结束。